# Natalija Ratjynska

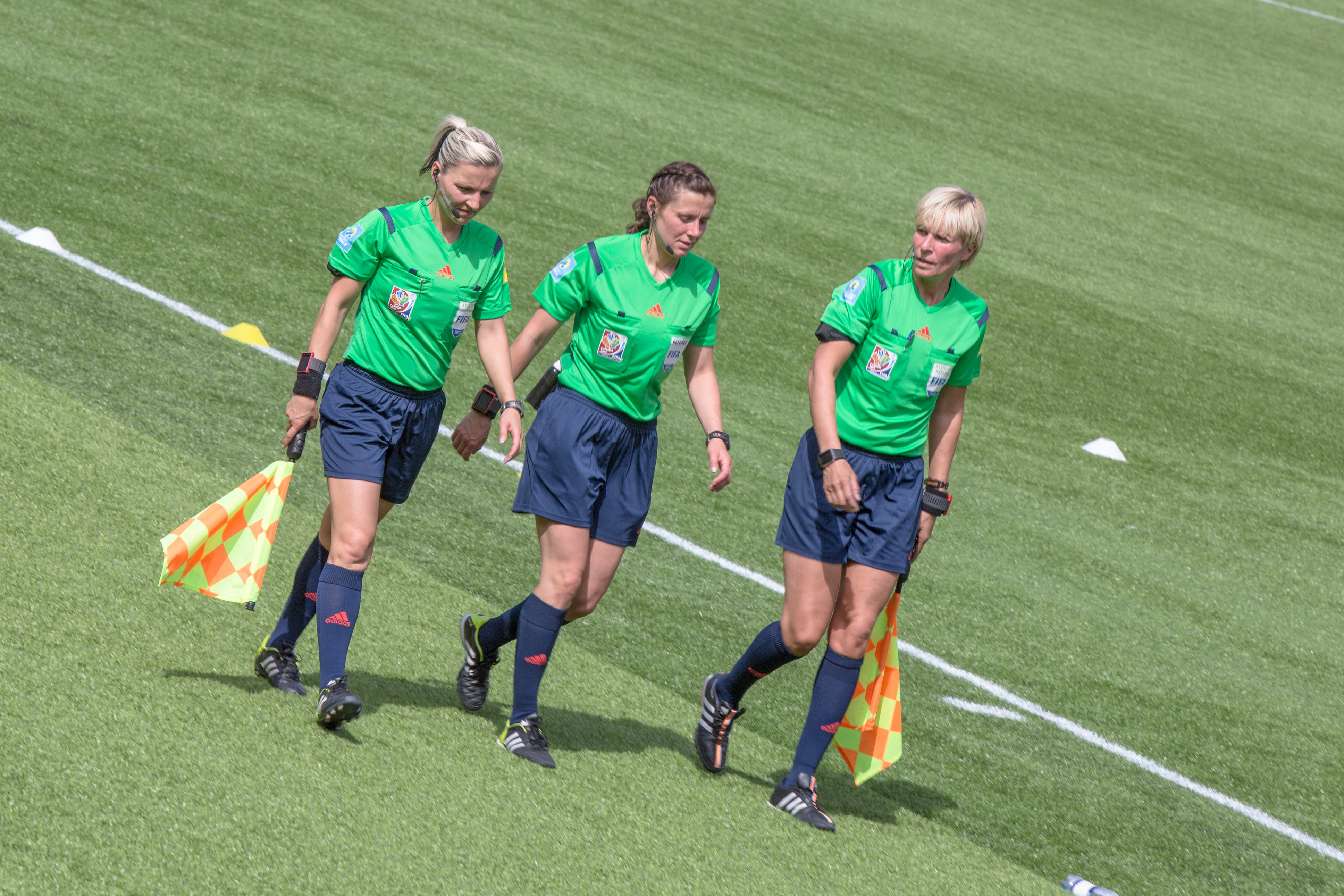
Domartrion Sanja Rođak-Karšić, Kateryna Monzul och Natalija Ratjynska

Natalija Volodymyrivna Ratjynska (ukrainska: Наталія Володимирівна Рачинська), född 17 augusti 1970, är en ukrainsk före detta fotbollsspelare och fotbollsdomare. Hon blev 2011 den första kvinnliga domaren att döma i Premjer-liha (assisterande domare). Hon var assisterande domare i finalen av Women's Champions League 2013/2014 mellan Tyresö FF och Wolfsburg (huvuddomare var Kateryna Monzul) och 2015 års VM-final för kvinnor mellan USA och Japan (huvuddomare var Kateryna Monzul).
Ratjynska var assisterande Fifa-domare mellan 2011 och 2016. Hon har medverkat som assisterande domare vid EM-slutspelet 2013 och VM-slutspelet 2015.